# Grundschule Niederheide
Die Grundschule Niederheide ist eine Grundschule im Ortsteil Niederheide der Stadt Hohen Neuendorf.

## Schule
Die 2011 eröffnete Grundschule Niederheide ist die energetisch modernste Grundschule Deutschlands. Die vorerst als zweizügig betriebene Flexschule mit Hortbetrieb und Dreifachsporthalle umbaut rund 7.500 Quadratmeter als „Hausschuhschule“ komplett miteinander verbundene Fläche, auf der rund 540 Kinder lernen, spielen und Sporttreiben sollen.

## Architektur und Gebäude
Diese PlusEnergieSchule soll einmal mehr Energie in das Stromnetz einspeisen als sie verbraucht, denn sie liegt in ihren geplanten Energieeffizienzwerten 75 Prozent unter den Anforderungen der aktuellen Energieeinsparverordnung. Im September 2013 erhielt die Schule vom Bundesumweltministerium das Nachhaltigkeitsgütesiegel in Gold als erste Schule in Deutschland.